# Dispensador de refresco

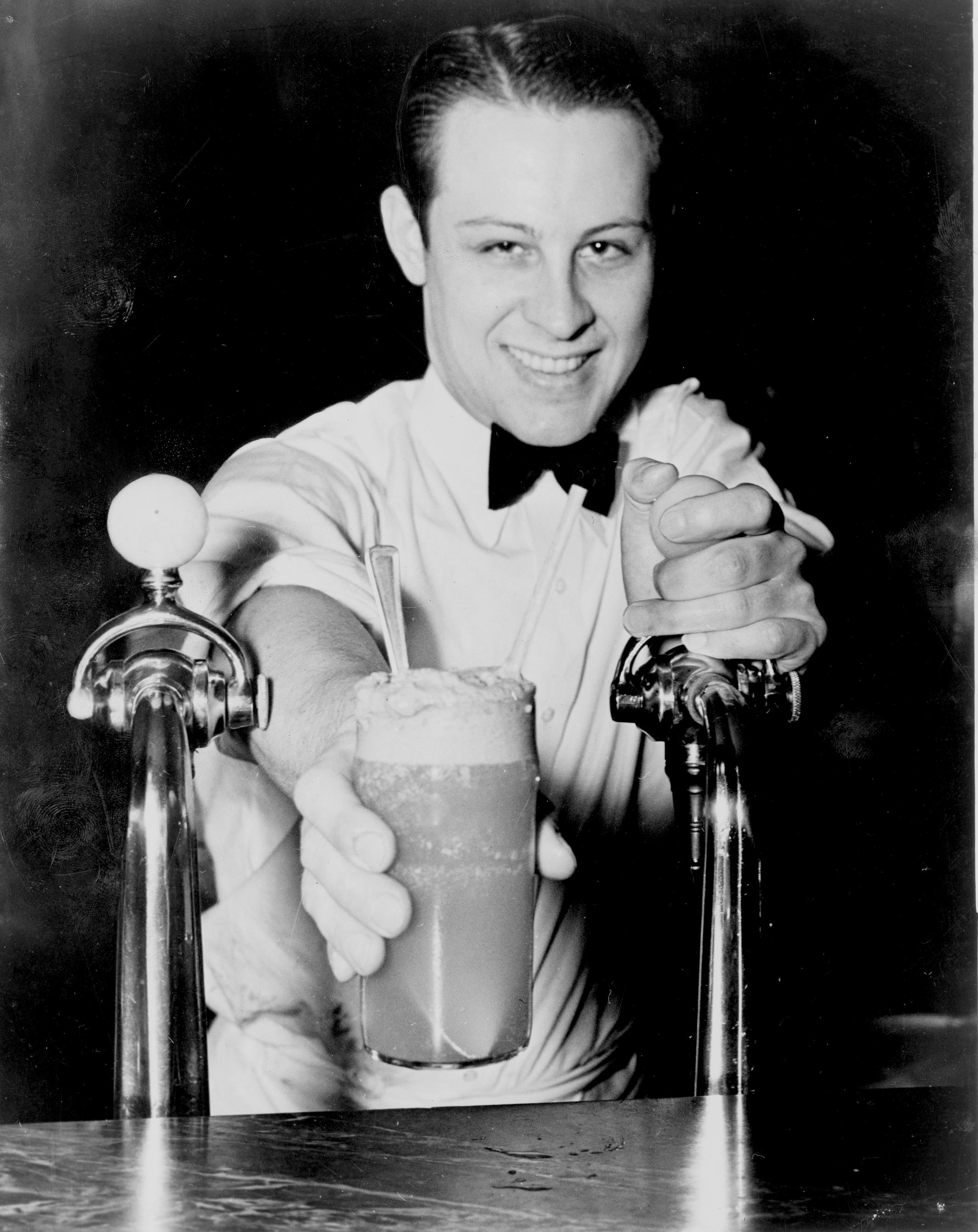
Fuente de soda.

Los dispensadores o despachos de refrescos eran locales donde se vendía y dispensaba principalmente agua carbonatada con sabores (hoy gaseosa o refrescos) y helados, servidos por medio de unos grifos, llamados «dispensadores», que operaban unos empleados especialistas en su manejo.  Muy frecuentados en los años 1940 y 1950, fueron un popular lugar de encuentro. Supusieron el inicio de las bebidas envasadas, helados, malteadas y comida rápida comercial, que también adoptarían los restaurantes de comida rápida, que acabaron por substituir a estos locales.[cita requerida]

## Características
Aunque originalmente estos establecimientos se llamaban ‘fuente de soda’ (soda fountain en inglés), en diversos países de Latinoamérica ese término se utiliza aún hoy en día para denominar pequeños locales de comida, bebidas y demás productos de consumo, normalmente con mesas donde sentarse y consumirlos.[cita requerida] También hubo dispensadores en Europa, pero en Estados Unidos fue donde tuvieron su mayor éxito.